# Chiesa di Santa Maria di Sauccu
La chiesa di Santa Maria di Sauccu è una chiesa campestre di Bortigali, nella Sardegna centrale. Nonostante ricada nel territorio amministrativo del comune di Bolotana, la chiesa e l'omonimo borgo appartengono alla comunità civile e religiosa di Bortigali. Appartiene alla diocesi di Alghero-Bosa.
La località Sabucus è citata nel Condaghe di San Nicola di Trullas alla scheda 112, intorno alla metà del XII secolo, mentre la chiesa di Santa Maria de Sabucco è citata nel privilegio di papa Innocenzo II all'abbazia di Montecassino, intorno al 1122.
Annualmente vi si svolge una importante sagra, della quale si hanno notizie documentate da registri amministrativi sin dal 1606.